# Fâșca, Bihor
Fâșca este un sat în comuna Vârciorog din județul Bihor, Crișana, România.

## Obiective turistice
- Rezervația naturală „Peștera Osoiu” (0,1 ha).
- Biserica de lemn din Fâșca

## Imagini

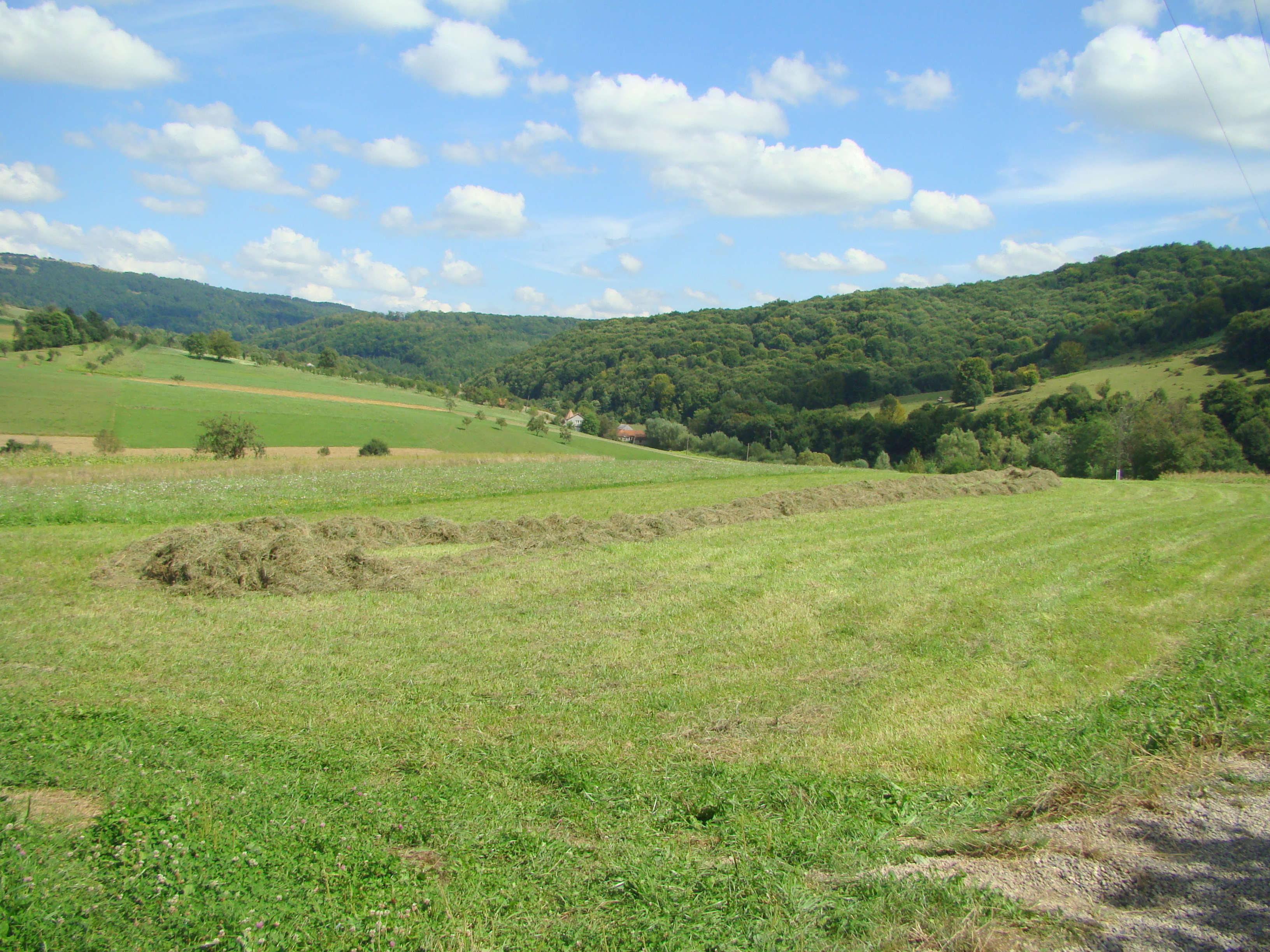
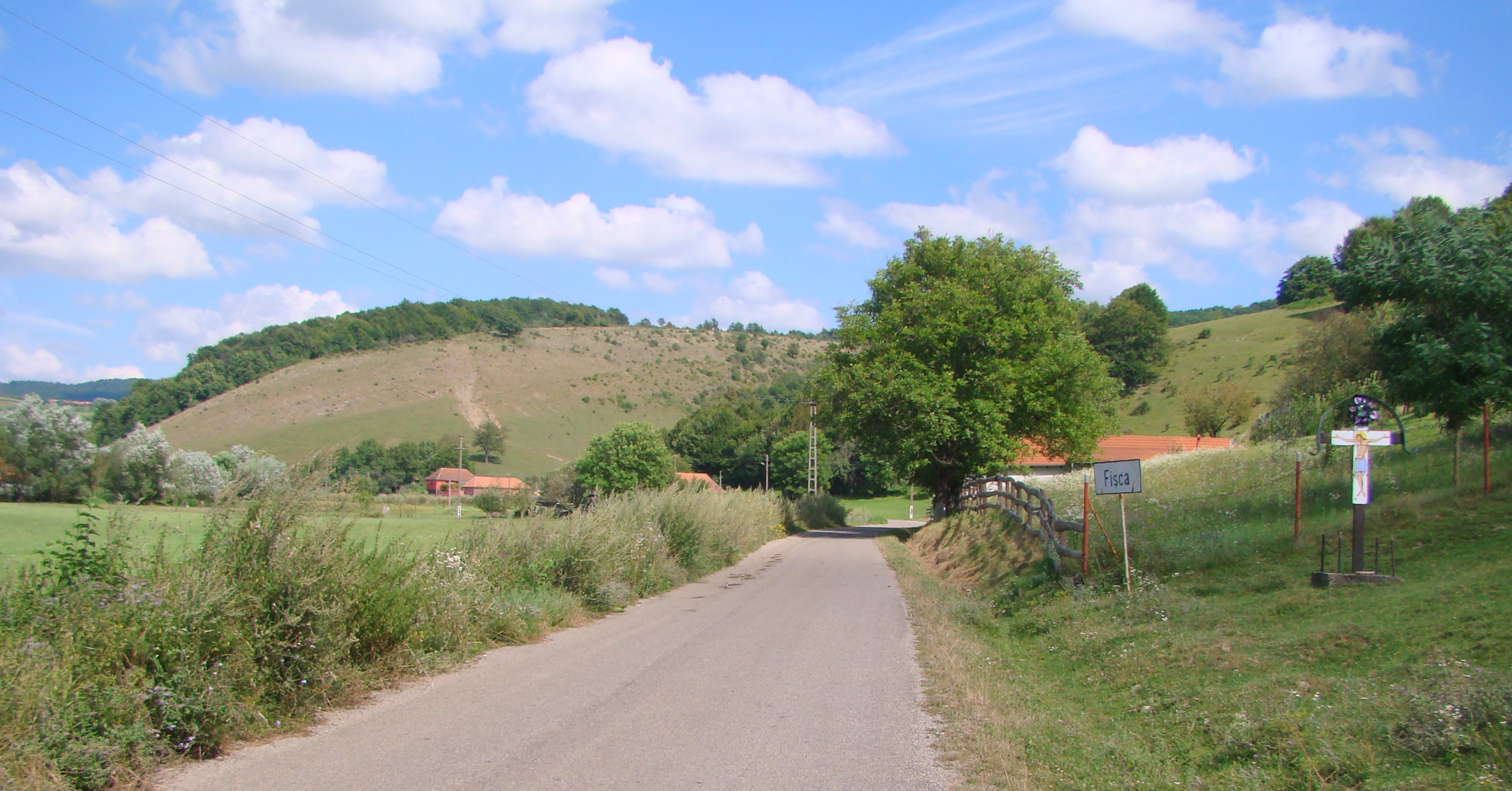
Intrarea în localitate
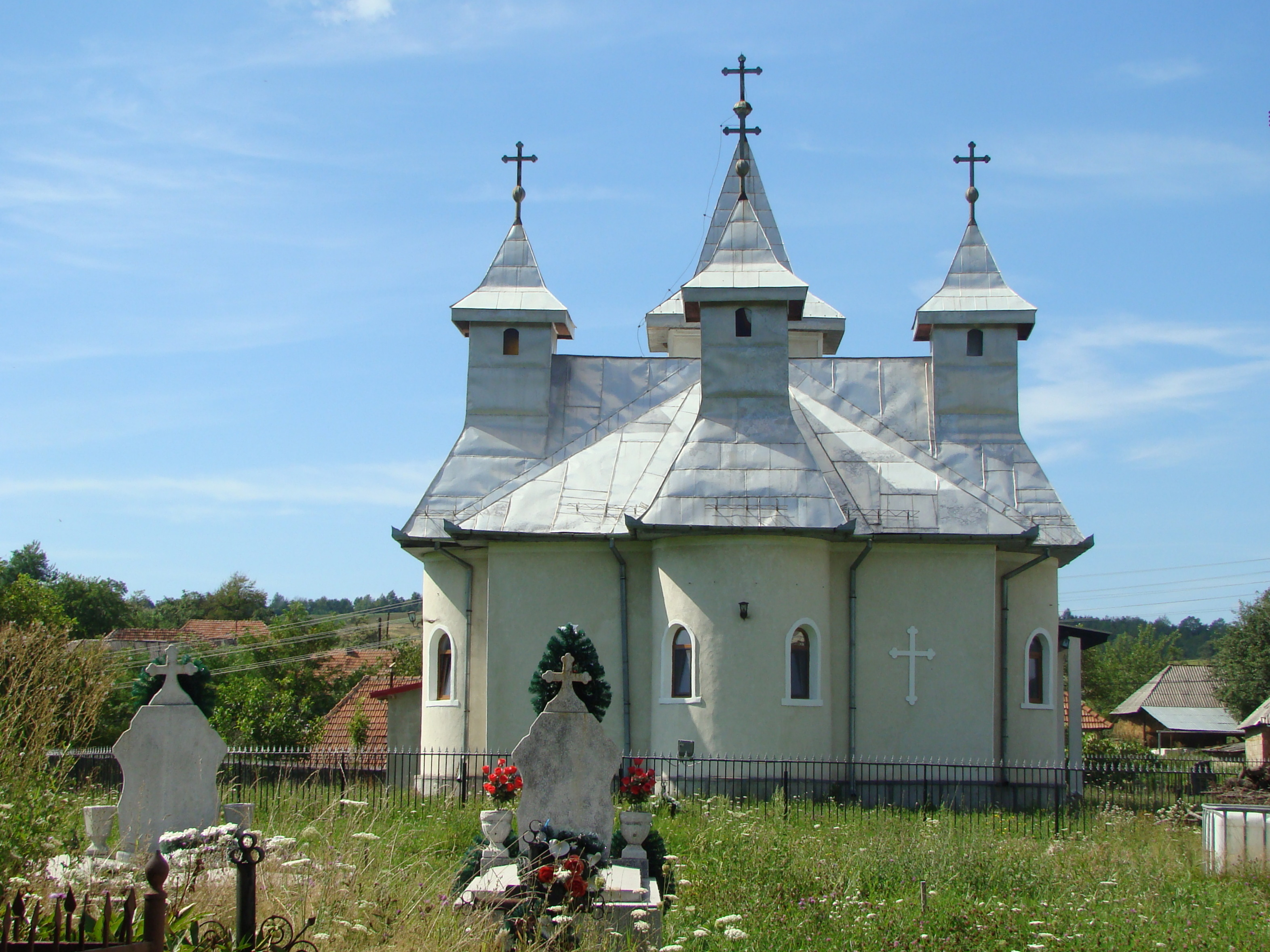
Biserica de zid cu hramul „Sf. Mare Mucenic Gheorghe și Sf. Arhidiacon Ştefan”
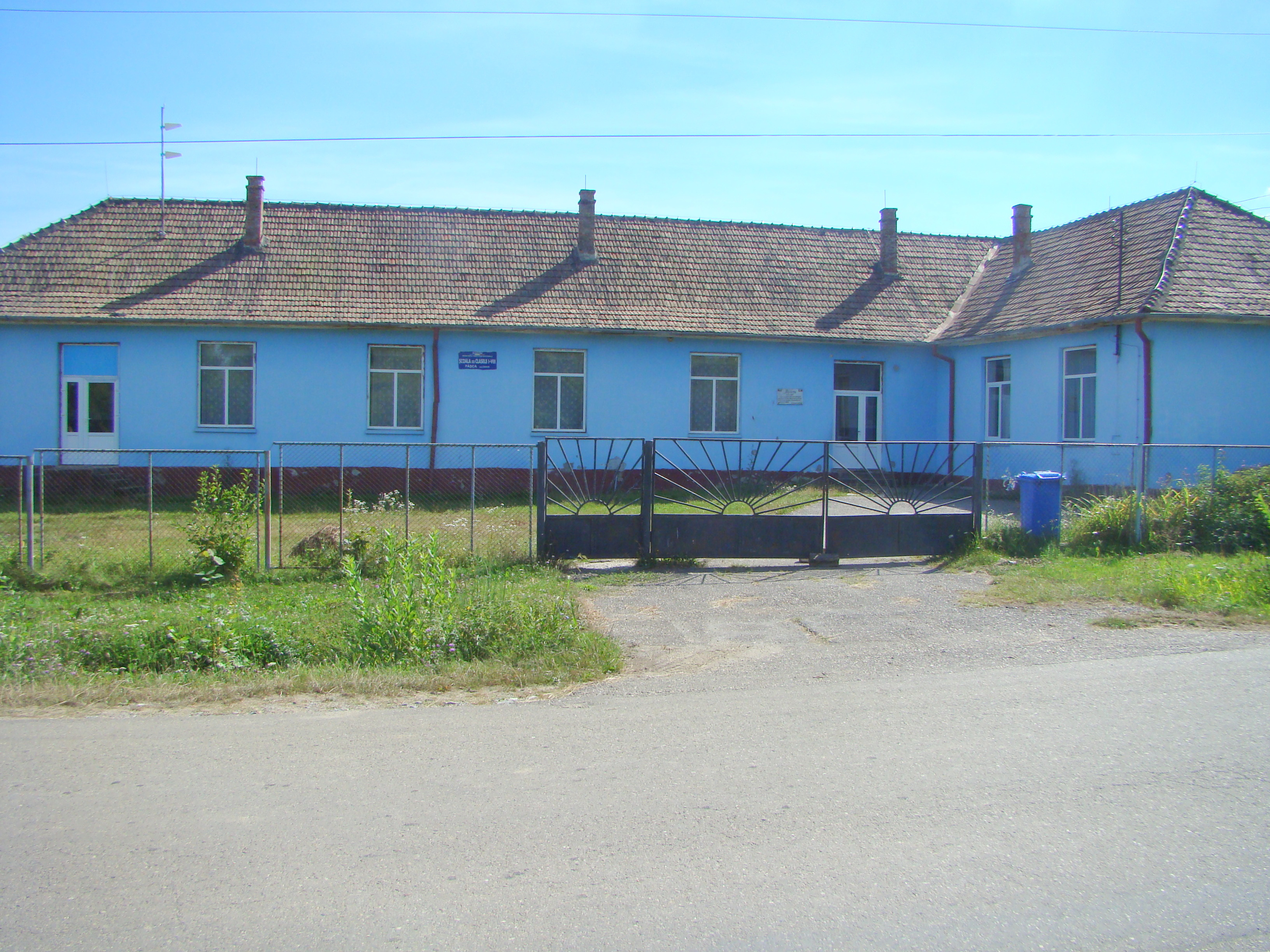
Școala
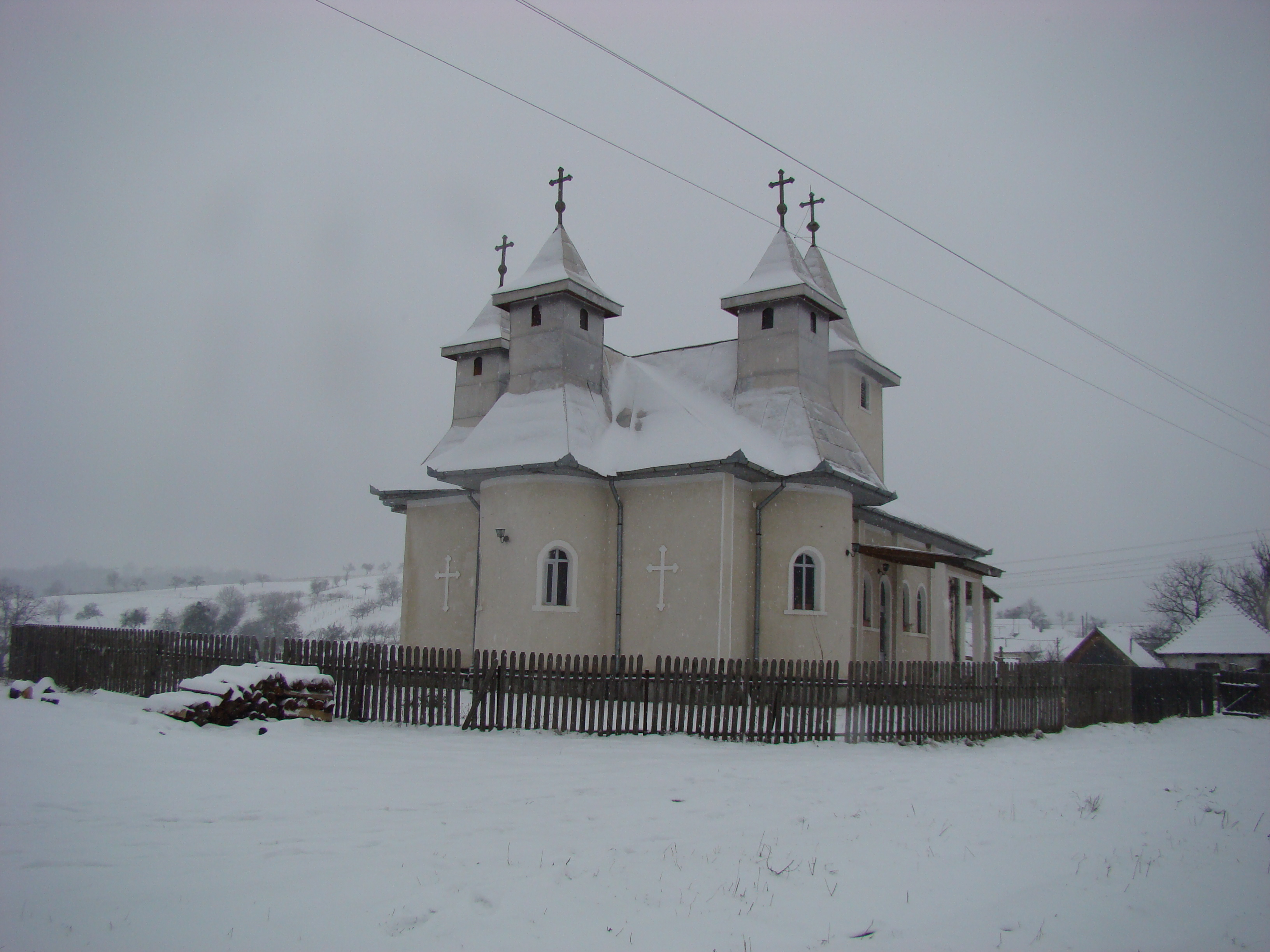
Biserica de zid cu hramul „Sf. Mare Mucenic Gheorghe și Sf. Arhidiacon Ştefan”
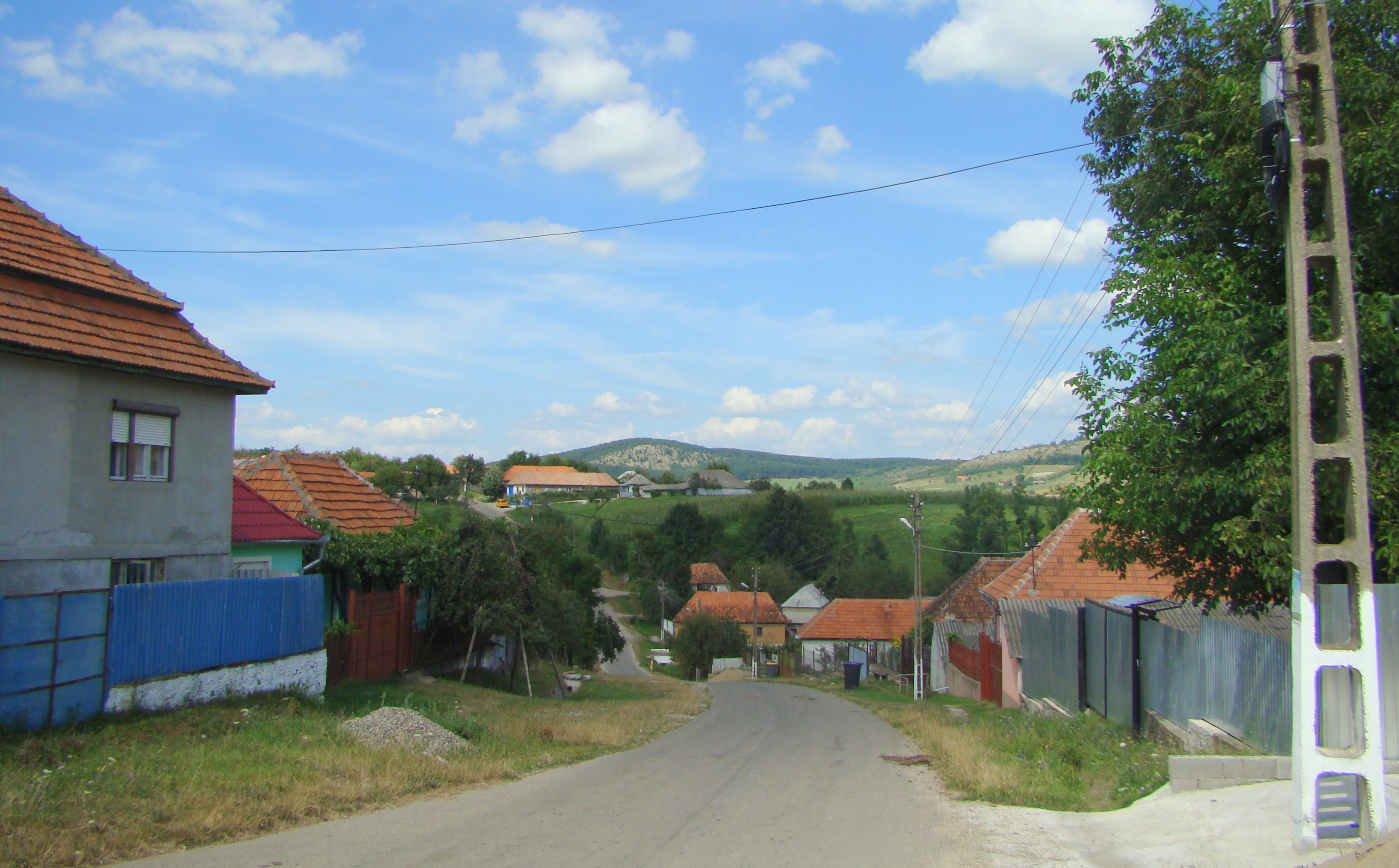
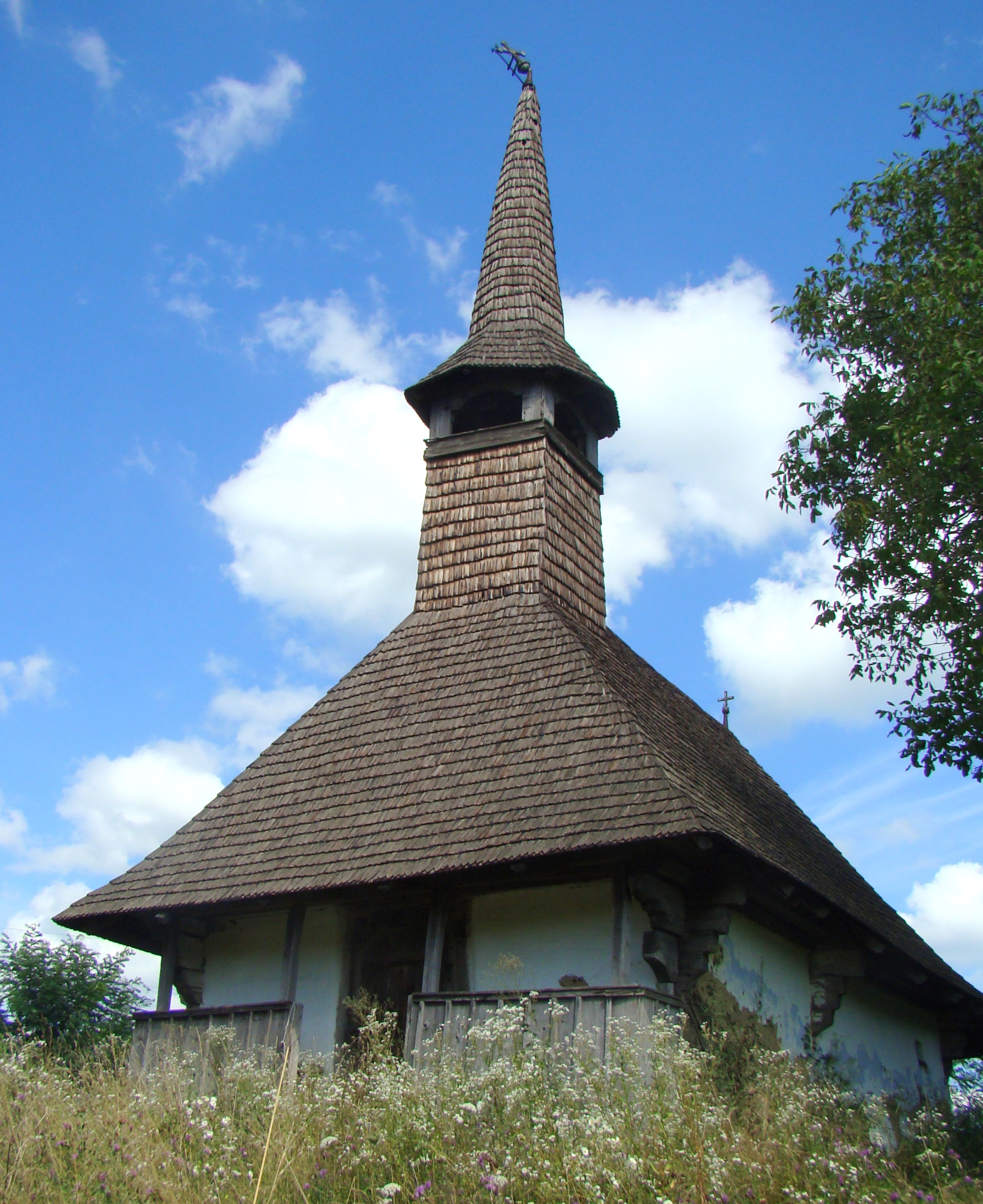
Biserica de lemn „Sf.Arhangheli Mihail și Gavriil” (monument istoric)
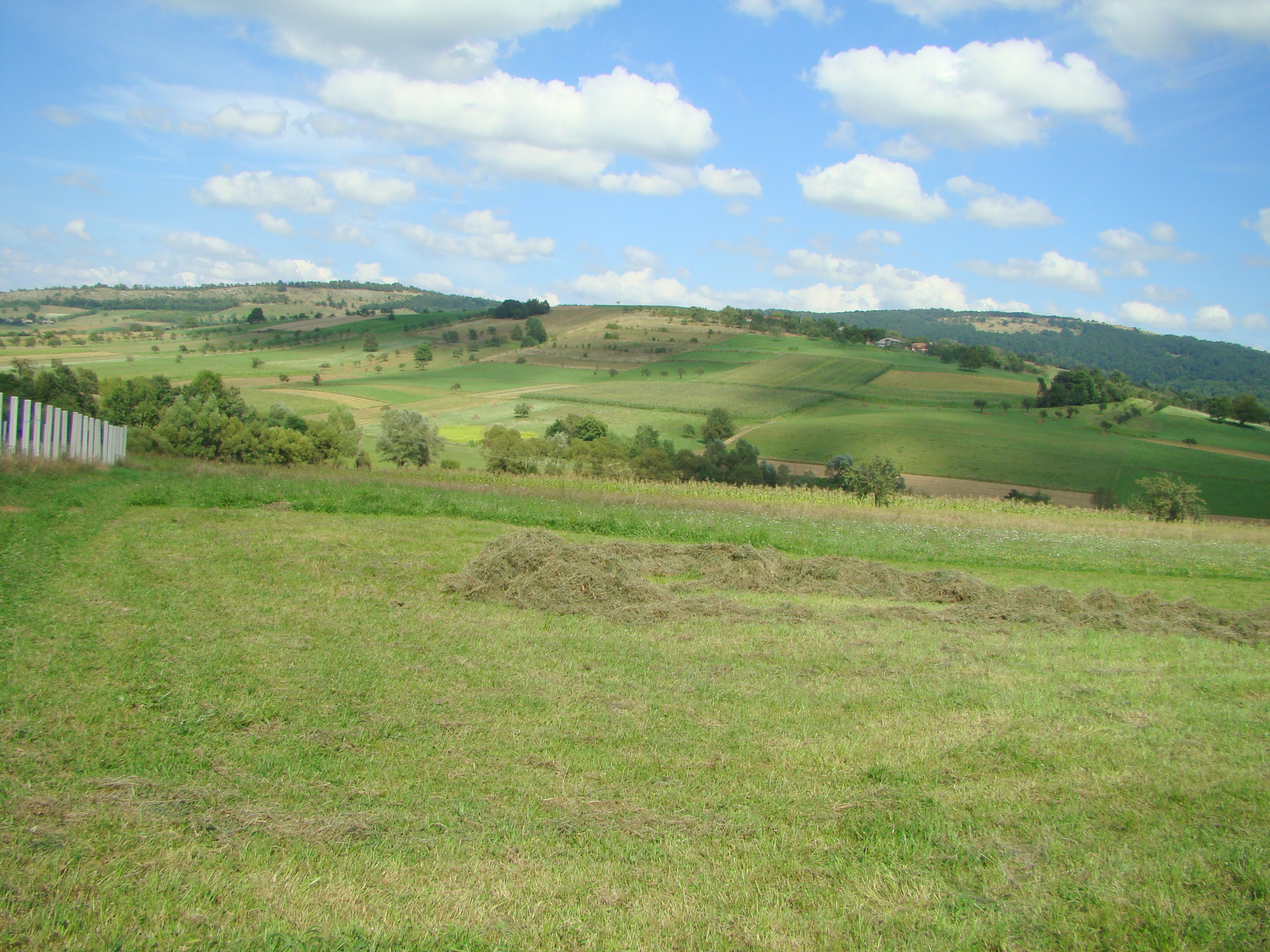